# Yves Christen (homme politique)
 (août 2008).
Si vous disposez d'ouvrages ou d'articles de référence ou si vous connaissez des sites web de qualité traitant du thème abordé ici, merci de compléter l'article en donnant les références utiles à sa vérifiabilité et en les liant à la section « Notes et références ».
Pour les articles homonymes, voir Yves Christen.
Yves Christen, né le 13 juillet 1941 à Berne (originaire de Cortaillod et de Langnau im Emmental), est une personnalité politique suisse, membre du Parti radical-démocratique. Il est député du canton de Vaud au Conseil national de 1995  à 2006 et le préside en 2002 et en 2003.

## Études
Il suit sa scolarité à l'École française de Berne.
Devenu ingénieur-civil de l'École polytechnique fédérale de Zurich, il est associé à la réalisation du réseau routier suisse. Il a travaillé pour l'entreprise Grisoni-Zaugg à Bulle.

## Carrière politique
Il a présidé le Parti radical-démocratique vaudois et a appartenu à la partie centriste de ce parti dans une ligne similaire de celle de Jean-Pascal Delamuraz. Il a présidé le Mouvement européen Suisse. Il s'est engagé pour la ratification par la Suisse de la convention de Schengen et de l'accord sur l'extension de la libre-circulation des personnes aux nouveaux états membres de l'UE.

### Communal
Il devient conseiller communal de Vevey de 1977 à 1985, puis conseiller municipal de 1986 à 1989 et finalement syndic de la commune de Vevey de 1990 à 2001.

### Cantonal
Il obtient un siège au Grand Conseil vaudois entre 1982 et 1986.

### National
En 1995, il entre au Conseil national et y siège jusqu'en 2006. De 2002 à 2003, il est élu président du Conseil national.
Membre de la Commission des transports et des télécommunications, puis de la Commission de l'environnement, de l'aménagement du territoire et de l'énergie, il s'est engagé pour la promotion des énergies renouvelables. Il a siègé également à la Commission des institutions politiques.

## Autre
Durant sa fonction de syndic, il s’est particulièrement engagé dans le développement culturel de la ville de Vevey, ville alors touchée par la crise mondiale des années 1990 qui a compté parmi sa population jusqu'à 10 % de chômeurs.

## Publications
- Caricatures : Café-restaurant du "10 août", visage politique de Vevey, 1965-1995, Éditions de l'Aire, 128 pages : illustrations en noir et blanc et en couleur de Jean Pache, 2011,  (ISBN 9782940478286)
- Lettre ouverte à Lance Armstrong, Éditions de l'Aire, 103 pages : illustrations de Claudio Fedrigo, 2013,  (ISBN 9782940478712)
- Petite histoire de la Fête des Vignerons racontée par Balthazar le lézard, Éditions de l'Aire, 58 pages : illustrations de Ninosca Borel, 2019,  (ISBN 9782889560707)
- Histoire d'un théâtre : du théâtre de Vevey au Reflet, 150 ans d'histoire, Éditions de l'Aire, 240 pages : illustrations en noir et blanc et en couleur de Fabian Sbarro, 2019,  (ISBN 9782889560035)